# Bilzen-Hoeselt
Bilzen-Hoeselt is een Belgische gemeente die op 1 januari 2025 is ontstaan uit de vrijwillige fusie van de gemeenten Bilzen en Hoeselt in de provincie Limburg. De fusiegemeente heeft een oppervlakte van 106 km² en telt zo'n 42.000 inwoners.
Het is een van 14 gemeenten die tot stand kwam in de fusiegolf van 2025. Oorspronkelijk nam ook Riemst deel aan de verkennende gesprekken, maar in 2021 gaf het bestuur aan zelfstandig te willen blijven. Hierna gingen de gemeentebesturen van Bilzen en Hoeselt verder met twee. Op 28 juni 2021 keurden de gemeenteraden van Bilzen en Hoeselt de fusie van beide gemeenten principieel goed. Op 1 januari 2025 fuseerden beide gemeenten. De inwoners kozen via een online stemming voor "Bilzen-Hoeselt" als nieuwe naam van de fusiegemeente. Deze haalde het met 57% van de stemmen van de opties Biesen, Demershoven en Bivelen. De historische naam Bilzen werd niet als optie bewaard
De fusie vond plaats na de gemeenteraadsverkiezingen van 13 oktober 2024.

## Gegevens bij fusie
|                              | Bilzen | Hoeselt                                                   | Bilzen-Hoeselt             |
| ---------------------------- | --- | --------------------------------------------------------- | -------------------------- |
| Deelgemeenten                | Bilzen Beverst Eigenbilzen Grote-Spouwen Hees Kleine-Spouwen Mopertingen Munsterbilzen Rijkhoven Rosmeer Waltwilder Martenslinde Hoelbeek | Hoeselt Romershoven Sint-Huibrechts-Hern Werm Schalkhoven | Gefuseerd                  |
| Aantal inwoners (01/01/2023) | 32.644 | 9.921                                                     | 42.565                     |
| Oppervlakte                  | 75,98 km² | 30,1 km²                                                  | 106,08 km²                 |
| Arrondissement               | Tongeren | Tongeren                                                  | Tongeren                   |
| Politiezone                  | 5381 Bilzen/Hoeselt/Riemst | 5381 Bilzen/Hoeselt/Riemst                                | 5381 Bilzen/Hoeselt/Riemst |
| Hulpverleningszone           | Brandweerzone Oost-Limburg | Brandweerzone Oost-Limburg                                | Brandweerzone Oost-Limburg |
| Gemeenteraad                 | 31 leden | 21 leden                                                  | 35 leden                   |
| Coalitie (uittredend 2024)   | Trots op Bilzen, Beter Bilzen | Open Vld, N-VA                                            | —                          |

## Geografie

### Deelgemeenten
| #  | Naam                 | Opp. (km²) | Inwoners (2020) | Inwoners per km² | NIS-code |
| -- | -------------------- | ---------- | --------------- | ---------------- | -------- |
| 1  | Bilzen               | 14,81      | 10.655          | 719              | 73006A   |
| 2  | Beverst              | 12,16      | 5.460           | 449              | 73006B   |
| 3  | Munsterbilzen        | 6,03       | 4.585           | 760              | 73006C   |
| 4  | Waltwilder           | 5,51       | 1.248           | 226              | 73006D   |
| 5  | Hoelbeek             | 4,00       | 544             | 136              | 73006E   |
| 6  | Eigenbilzen          | 8,23       | 2.290           | 278              | 73006F   |
| 7  | Mopertingen          | 1,78       | 1.243           | 699              | 73006G   |
| 8  | Hees                 | 3,72       | 788             | 212              | 73006H   |
| 9  | Rosmeer              | 5,03       | 918             | 183              | 73006J   |
| 10 | Kleine-Spouwen       | 2,63       | 1.035           | 393              | 73006K   |
| 11 | Grote-Spouwen        | 5,26       | 1.391           | 265              | 73006L   |
| 12 | Rijkhoven            | 4,71       | 1.357           | 288              | 73006M   |
| 13 | Martenslinde         | 2,10       | 951             | 453              | 73006N   |
| 14 | Hoeselt              | 18,67      | 6.991           | 374              | 73032A   |
| 15 | Werm                 | 1,95       | 715             | 367              | 73032B   |
| 16 | Romershoven          | 2,93       | 811             | 276              | 73032C   |
| 17 | Sint-Huibrechts-Hern | 4,12       | 920             | 223              | 73032D   |
| 18 | Schalkhoven          | 2,43       | 293             | 121              | 73032E   |

### Andere kernen
Deelgemeente Hoeselt bestaat verder nog uit de zelfstandige parochie Alt-Hoeselt in het zuiden, en uit de Onze-Lieve-Vrouwparochie (soms ook wel de Neder of Neroy(e) genoemd) in het noorden. Het gehucht Vrijhern maakt deel uit van deelgemeente Sint-Huibrechts-Hern. Op het grondgebied van Beverst ligt nog het gehucht Schoonbeek, gescheiden van het centrum van Beverst door de Demer.

## Demografische ontwikkeling van de fusiegemeente ontstaan op 1 januari 2025
Deze evolutie is gemaakt op basis van de historische gegevens die betrekking hebben op de twee gemeenten, inclusief hun deelgemeenten, die samen de nieuwe fusiegemeente vormen vanaf 1 januari 2025.
- Bronnen:NIS, Opm:1831 tot en met 1981=volkstellingen; 1990 en later= inwonertal op 1 januari

| Inwoners van jaar tot jaar op 1 januari 1992 tot heden | Inwoners van jaar tot jaar op 1 januari 1992 tot heden | Inwoners van jaar tot jaar op 1 januari 1992 tot heden |
| jaar                                                   | Aantal                                                 | Evolutie: 1992=index 100                               |
| ------------------------------------------------------ | ------------------------------------------------------ | ------------------------------------------------------ |
| 1992                                                   | 36.407                                                 | 100,0                                                  |
| 1993                                                   | 36.763                                                 | 101,0                                                  |
| 1994                                                   | 37.099                                                 | 101,9                                                  |
| 1995                                                   | 37.345                                                 | 102,6                                                  |
| 1996                                                   | 37.595                                                 | 103,3                                                  |
| 1997                                                   | 37.908                                                 | 104,1                                                  |
| 1998                                                   | 38.120                                                 | 104,7                                                  |
| 1999                                                   | 38.203                                                 | 104,9                                                  |
| 2000                                                   | 38.468                                                 | 105,7                                                  |
| 2001                                                   | 38.643                                                 | 106,1                                                  |
| 2002                                                   | 38.687                                                 | 106,3                                                  |
| 2003                                                   | 38.759                                                 | 106,5                                                  |
| 2004                                                   | 38.917                                                 | 106,9                                                  |
| 2005                                                   | 39.087                                                 | 107,4                                                  |
| 2006                                                   | 39.322                                                 | 108,0                                                  |
| 2007                                                   | 39.516                                                 | 108,5                                                  |
| 2008                                                   | 39.801                                                 | 109,3                                                  |
| 2009                                                   | 40.066                                                 | 110,1                                                  |
| 2010                                                   | 40.398                                                 | 111,0                                                  |
| 2011                                                   | 40.828                                                 | 112,1                                                  |
| 2012                                                   | 40.946                                                 | 112,5                                                  |
| 2013                                                   | 41.053                                                 | 112,8                                                  |
| 2014                                                   | 41.087                                                 | 112,9                                                  |
| 2015                                                   | 41.318                                                 | 113,5                                                  |
| 2016                                                   | 41.472                                                 | 113,9                                                  |
| 2017                                                   | 41.860                                                 | 115,0                                                  |
| 2018                                                   | 42.003                                                 | 115,4                                                  |
| 2019                                                   | 42.016                                                 | 115,4                                                  |
| 2020                                                   | 42.207                                                 | 115,9                                                  |
| 2021                                                   | 42.276                                                 | 116,1                                                  |
| 2022                                                   | 42.288                                                 | 116,2                                                  |
| 2023                                                   | 42.565                                                 | 116,9                                                  |
| 2024                                                   | 42.862                                                 | 117,7                                                  |
| 2025                                                   | 43.052                                                 | 118,3                                                  |

## Politiek
Als zittend burgemeester van Bilzen wist de liberaal Bruno Steegen van Team Burgemeester (13 zetels) Johan Sauwens van Trots (12 zetels) als stemmenkampioen te verslaan. Team Burgemeester had daarmee van 14 oktober tot en met 27 oktober 2024 veertien dagen het initiatiefrecht om een bestuursmeerderheid samen te stellen. Team Burgemeester en Trots vormden een coalitie. Sauwens werd niet opgenomen in het nieuwe bestuur.

### Resultaten gemeenteraadsverkiezingen sinds 2024
| Partij of kartel     | Partij of kartel     | 13-10-2024 | 13-10-2024 |
| Stemmen / Zetels     | Stemmen / Zetels     | %          | 35         |
| -------------------- | -------------------- | ---------- | ---------- |
|                      | Team Burgemeester    | 34,8       | 13         |
|                      | Trots                | 31,1       | 12         |
|                      | Best Groen           | 6,2        | 1          |
|                      | N-VA/Fusiebelang     | 14,5       | 5          |
|                      | Vlaams Belang        | 13,4       | 4          |
| Totaal stemmen       | Totaal stemmen       | 21737      | 21737      |
| Opkomst %            | Opkomst %            | 66,2       | 66,2       |
| Blanco en ongeldig % | Blanco en ongeldig % | 1,6        | 1,6        |

De zetels van de gevormde meerderheid staan vetjes afgedrukt. De grootste partij is in kleur.
Voor oudere verkiezingsresultaten zie de gemeenten Bilzen en Hoeselt.